# Manoir du nouveau Logis (Le Sourn)
Le manoir du nouveau Logis également dit manoir de Kerdisson est un édifice situé à Le Sourn en France.

## Localisation
Le manoir est situé sur le territoire de la commune de Le Sourn, au lieu-dit Kerdisson, dans le département du Morbihan en région Bretagne.

## Description
Le manoir date du XVIIIe siècle, édifice à un étage carré, étage en surcroît, élévation à travées, construit en granite. Toiture à longs pans couverte d'ardoises, toit en pavillon, pignon couvert. Escalier demi-hors-œuvre.

## Historique
Le manoir est inscrit à l'inventaire général du patrimoine culturel en 1986.